# Mayna vernicosa
Mayna vernicosa är en tvåhjärtbladig växtart som beskrevs av Karst.. Mayna vernicosa ingår i släktet Mayna och familjen Achariaceae. Inga underarter finns listade i Catalogue of Life.